# Casa del Arte
La Casa del Arte José Clemente Orozco, más comúnmente conocida como Casa del Arte o Pinacoteca, es un museo pictórico y artístico chileno ubicado en la Ciudad Universitaria de Concepción, campus de la Universidad de Concepción ubicado al frente de la Plaza Perú, en la ciudad de Concepción.
Este museo posee la colección de pintura chilena más completa del país, compuesta por obras de distintas épocas que ascienden al día de hoy a más de 1800 obras. Una de sus principales características es que en su hall de acceso se encuentra el famoso mural Presencia de América Latina, pintado en 1964 por el artista mexicano Jorge González Camarena y visitado por aproximadamente 75,000 personas al año. La pinacoteca exhibe importantes cuadros de artistas y grupos generacionales chilenos. La exposición permanente incluye pinturas y lienzos de los pintores Antonio Smith, Pedro Luna, Jorge Délano, Thomas Somerscales, Onofre Jarpa, Raymond Monvoisin, Celia Castro, Agustín Abarca, Javier de Villota entre varios otros. La Casa del Arte también mantiene trabajos de importantes grupos artísticos chilenos, tales como la generación del trece, el Grupo Montparnasse y la generación de los grandes maestros de la pintura chilena.
Diseñado por Osvaldo Cáceres González, Alejandro Rodríguez y Javier Lisímaco Gutiérrez, la arquitectura del edificio presenta una mezcla de estilos moderno en su parte frontal y neoclásico en su sector izquierdo, producto del terremoto que destruyó el edificio el año 1960. El edificio está compuesto por dos plantas que terminan formando un hexágono regular. Un tragaluz dirigido al campus universitario ilumina la sala de exposiciones, que se une al grueso de la edificación, orientada hacia la plaza Perú. El complejo está rematado con un atrio que señala el acceso principal que se proyecta desde un amplio ventanal hacia el hall interior. Uno de los primeros árboles plantados en la universidad, una secoya, crece al costado del museo.
La colección de la pinacoteca permite tener una vista cronológica de la evolución de la pintura chilena. Temporalmente las obras van desde anónimos coloniales hasta los artistas más representativos del siglo XIX y XX incluyendo, además, pintores chilenos contemporáneos que han donado sus obras al museo. El 10 de septiembre del 2010 el mural de la Casa del Arte fue reconocido por el Gobierno de Chile como monumento histórico nacional, reforzando su valor patrimonial y cultural para la configuración urbana del Gran Concepción y la Región del Biobío.

## Historia

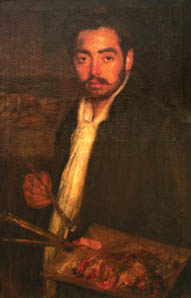
Pintor Bohemio del pintor Ezequiel Plaza, representa el nuevo pintor chileno, alejado de la alta sociedad de la época. La obra es considerada el símbolo de las primeros grupos artísticos de Chile.

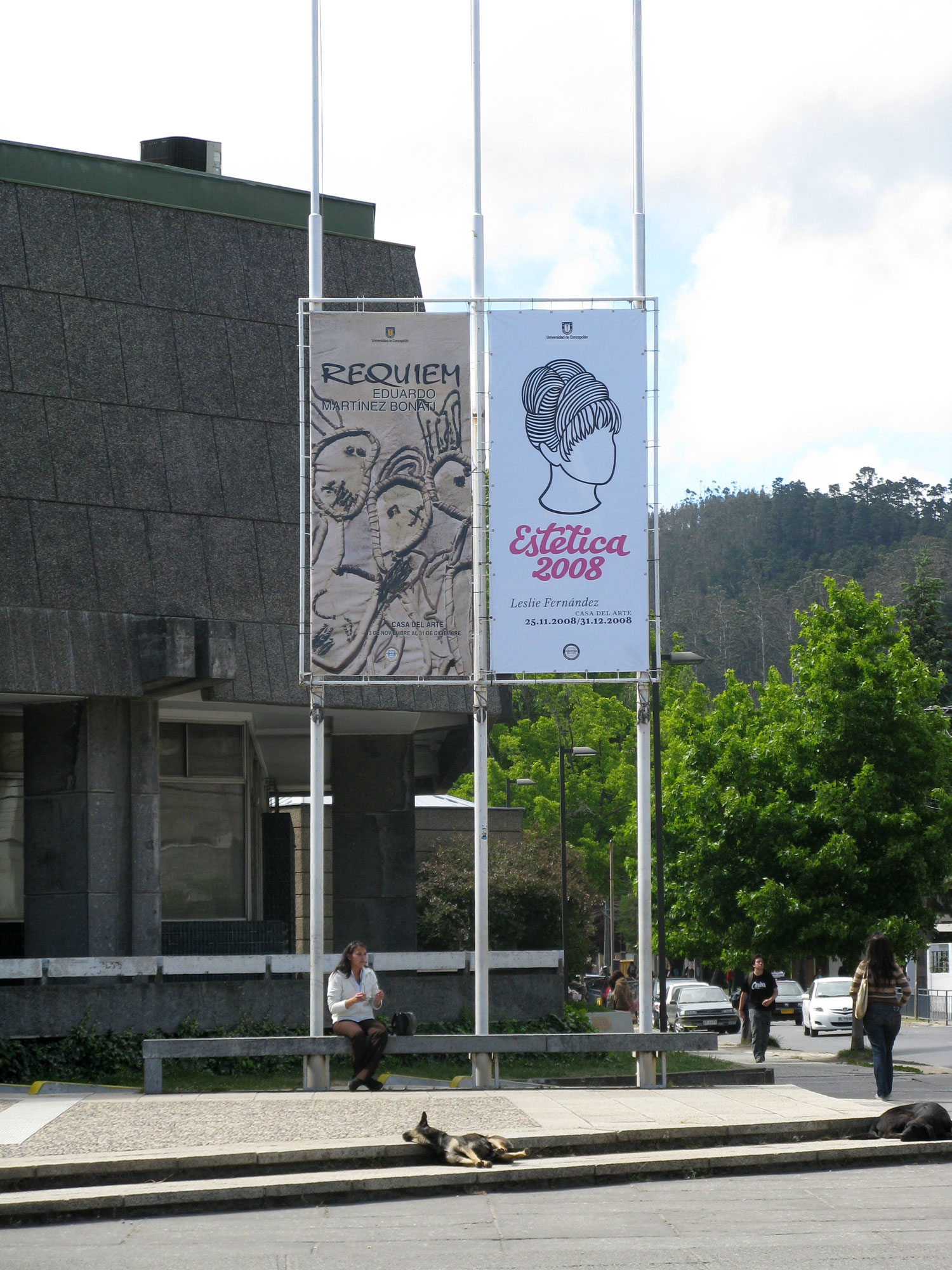
Frontis de la Casa del Arte en 2008. Anualmente se exhiben varias muestras artísticas, tanto nacionales como del extranjero.

En 1919, al momento de la fundación de la Universidad de Concepción, existía en la región la necesidad de tener un museo de arte exclusivo, que permitiera estar al tanto de las propuestas artísticas nacionales y extranjeras. La necesidad de obtener y guardar obras de calidad se inició en la casa de estudios con la recopilación de pinturas que estuvieron desde un principio dentro de las aulas de la universidad, se comenzó entonces, de manera informal, una pequeña colección de pintura especializada.
La adquisición de pinturas se hizo más frecuente y, a través de las exposiciones itinerantes que recorrían Concepción y de las donaciones de otras instituciones penquistas, pronto se hizo necesario una nueva solución para almacenar el creciente conjunto.
En el año 1929 la situación fue tomada por el rector don Enrique Molina Garmendia, quien, aprovechando un nuevo aniversario del establecimiento, propone la idea de implementar un museo y una galería de arte como medio para desarrollar el espíritu y la cultura de los estudiantes.
Nace así el proyecto de la pinacoteca que, en una etapa primaria, llevaría la idea de coleccionar obras de artistas chilenos y extranjeros con fines didácticos que beneficiaran a sus propios estudiantes. En el año 1954 llega a Concepción el pintor y profesor de arte Tole Peralta, quien inicia las gestiones para la construcción y puesta en marcha de un museo del arte para la universidad. En enero de 1958, la Universidad de Concepción adquiere, con asesoría de Tole Peralta y bajo la rectoría de David Stitchkin Branover, una importantísima colección de pintura chilena conformada por más de 500 cuadros de calidad coleccionista denominada Julio Vásquez Cortés. La compra de esta colección transformó a la Casa del Arte en la poseedora de la mayor cantidad de obras de la generación del trece, con lienzos de reconocidos artistas como Pedro Luna, Pablo Burchard, Exequiel Plaza, Agustín Abarca, entre otros.

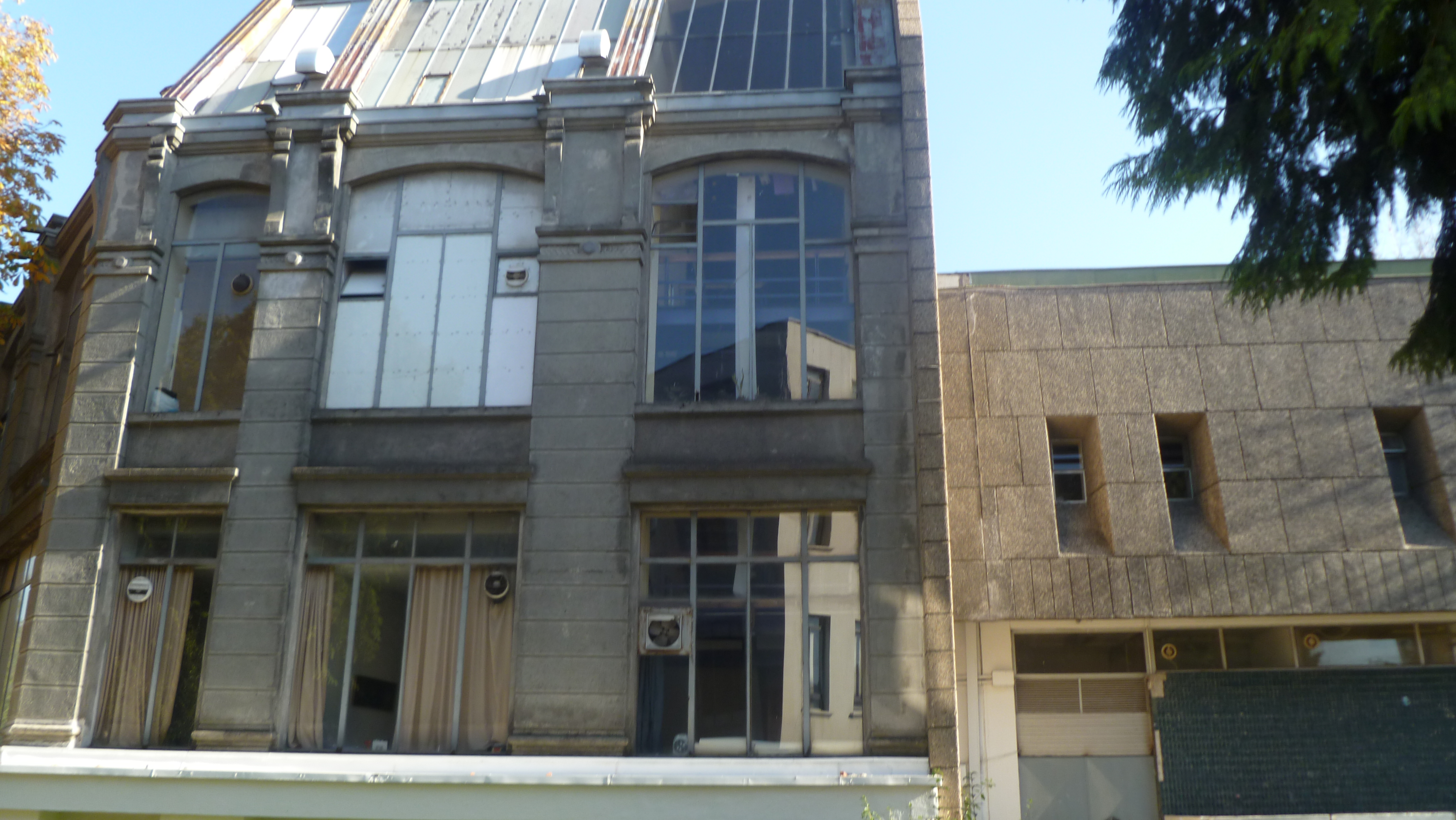
Vista lateral de la Casa del Arte con su arquitectura neoclásica.

Esta primera compilación es la base de la formación de la nueva casa del arte y hasta el día de hoy, es una de sus principales colecciones. El conjunto es el primero en viajar dentro de Chile. Desde 1946, es exhibido parcialmente en diversas ocasiones, siendo la más relevante la exhibición realizada en la sala de exposiciones de la Universidad de Chile. Esta muestra dio motivos para realizar valiosos trabajos monográficos. Destacados autores, entre ellos Pablo Neruda y el premio nacional de arte y profesor de música Carlos Isamitt, escriben favorables críticas de la exhibición.
La Universidad de Concepción, debido al éxito logrado con las exposiciones, concibió entonces la idea de edificar un recinto exclusivo para las obras, donde albergar pinturas de manera permanente. Es en este momento que se inicia la idea actual del edificio de la casa del arte. En 1960 las obras de la pinacoteca viajan hacia las Salas del Colegio Deliberante en Buenos Aires, Argentina. Gracias a las buenas críticas provenientes de la ciudad transandina, la gestión para comenzar el edificio se acelera. La construcción de la casa del arte comienza en 1963, esta vez, con el fin de poder almacenar y exponer pinturas ahora a tiempo completo y a toda la comunidad.

## Arquitectura
La construcción principal tiene la forma de un hexágono irregular que apunta simultáneamente hacia la plaza Perú y a la universidad al mismo tiempo, con un atrio escalonado de entrada principal. Dentro de sí alberga varios departamentos artísticos incluyendo seis salas de exposición pictórica; además, posee en su interior el mural Presencia de América Latina. Los arquitectos escogidos para realizar esta obra fueron Osvaldo Cáceres y Alejandro Rodríguez.

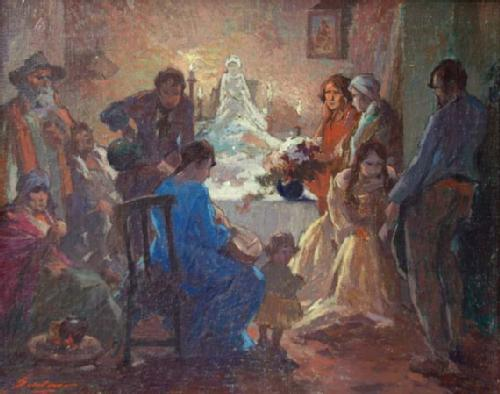
Velorio del angelito de Arturo Gordon.

Se comienza la construcción del edificio Casa del Arte en 1963, pensada para albergar la Dirección de Extensión de la Universidad, el Departamento de Artes Plásticas y la Pinacoteca de la Universidad de Concepción, en cuyo Hall se encuentra el reconocido mural.

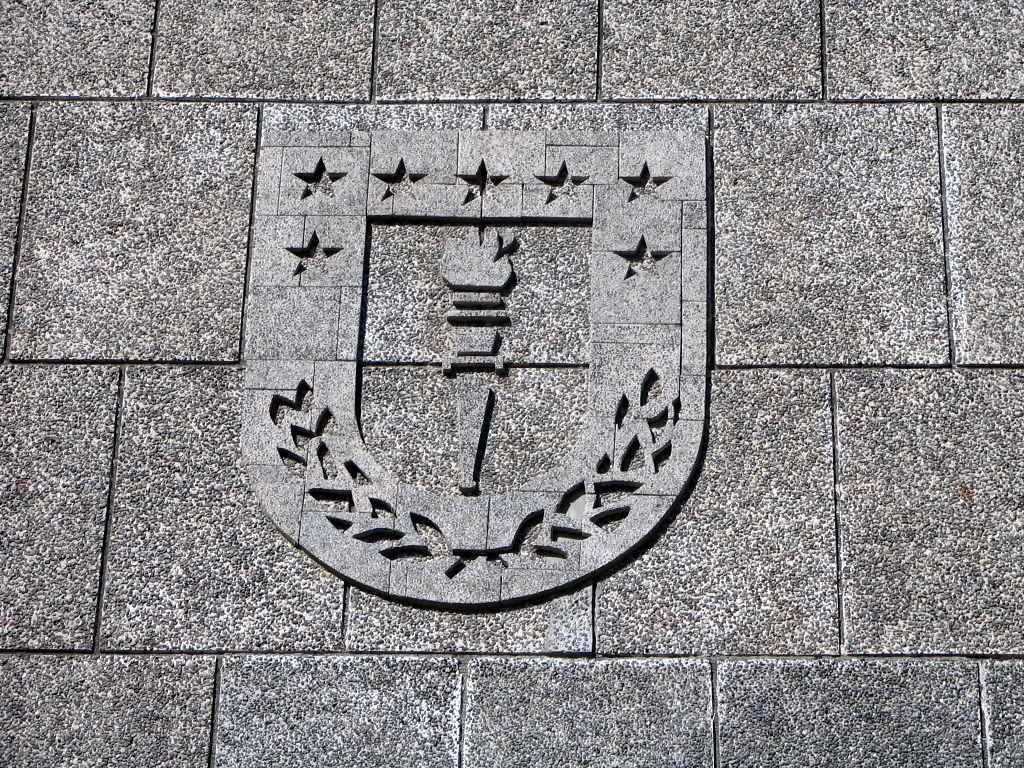
Escudo de la Universidad de Concepción al exterior de la pinacoteca

El inicio de esta construcción emblema se ve afectada por el terremoto ocurrido en mayo de 1960. Este destruye la antigua escuela dental de la casa de estudios, dejando un espacio de libre construcción al interior de la ciudad universitaria, espacio que pasaría a ocupar el museo años más tarde. Tiempo después el gobierno mexicano llega en auxilio de la zona devastada, siendo por su iniciativa, la idea de crear un mural que pudiera expresar su solidaridad con el pueblo de Chile.
México obsequia entonces un mural creado por el artista, Jorge González Camarena el que hoy se ubica en el Hall central de la Pinacoteca. El muralista contó con la ayuda de los chilenos Albino Echeverría y Eugenio Brito. El mural posee una superficie de 250 m² y 35 metros de largo por seis de altura. Originalmente estaba pensada para la ciudad de Valdivia, pero debido a problemas burocráticos se mantuvo en Concepción. La obra mural inició en noviembre de 1964 y tras seis meses de trabajo el 6 de abril de 1965 Camarena terminó el mural. Durante los trabajos inesperadamente el museo recibe la visita del poeta Pablo Neruda de quien se escribe:

Quedó tan impresionado con lo que se estaba haciendo Camarena, que de algún modo lo convenció para que pusieran unos versos suyos en el mural, los que pertenecen al poema ‘América’, del libro Canción de fiesta.

En 1967 la Pinacoteca es definitivamente abierta al público y contaba en ese entonces con 1.740 pinturas. Luego de esto, los posteriores rectores se preocupan de aumentar esta colección, comprando distintas obras de arte a pintores, escultores y artistas nacionales e internacionales, además de recibir generosas donaciones por parte de privados y de los mismos autores. Se adquieren, tiempo después, parte de las colecciones Bascuñán, Néstor Montecinos y algunas obras del conjunto de Fernando Lobo Parga.
Entre las donaciones destacadas están la otorgada en 1984 por la familia del artista gráfico Jorge Délano, más conocido como “Coke”. La familia lega a la pinacoteca más de cuarenta creaciones del caricaturista chileno. En 1994, la Sociedad de Oleoducto Trasandino (conglomerado que reúne a empresas chilenas y argentinas) realizó una importante donación a la Universidad de Concepción en el marco de la celebración de sus 75 años de existencia, entregando más de 40 grabados del maestro ecuatoriano Oswaldo Guayasamín. los que luego pasaron a formar parte de la pinacoteca. La artista Lorena Villablanca hizo entrega de 24 xilografías que reúnen parte de su obra realizada desde 1990. Otra donación importante ocurre en 1999 con una serie de grabados pertenecientes al artista chileno Santos Chávez que se centran en la temática indigenista araucana.
Las salas de la Casa de Arte ha cobijado distintos y variados eventos: En su interior se desarrolló el Primer Taller Sudamericano de Biodiversidad Marina para el Censo de la Vida Marina,
se veló el cuerpo del músico Wilfried Junge, se realizaron exposiciones de José Balmes,
Valentina Cruz, y Nicanor Parra, esta última con una audiencia de 20.000 personas en total.
Actualmente la Pinacoteca mantiene una gran importancia a nivel nacional. Es uno de los principales focos culturales del Gran Concepción y uno de los más famosos destinos turísticos de la Región del Biobío.

## Salas pictóricas

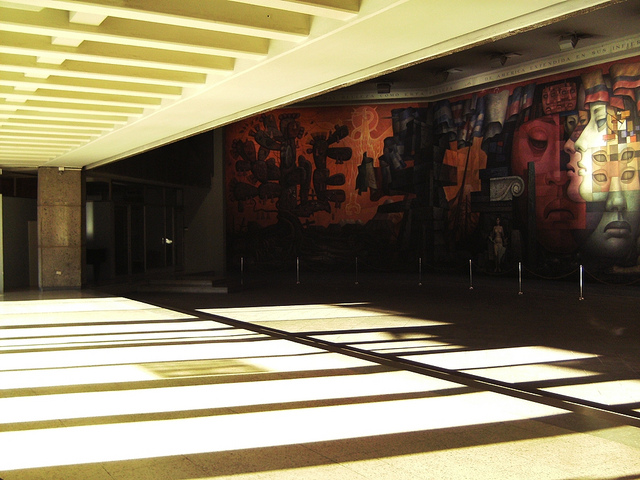
Entrada Casa del Arte junto con el mural Presencia de América Latina.

La casa del arte expone sus obras en la Pinacoteca, la cual se divide en 5 salas principales.  Esta, además, incluye el espacio intermedio que ocupa el mural mexicano. Las exposiciones que se llevan a cabo en estas salas son de carácter itinerante o permanente dependiendo de su importancia y su manera de adquisición.
En el segundo piso se ubica la exhibición permanente de la “Sala Tole Peralta”, nombre que recibe de su primer director y fundador. Esta sala incluye pinturas expuestas de manera cronológica mostrando importantes pintores de Chile como José Gil de Castro, Mauricio Rugendas y Raymond Monvoisin. La sala también incluye obras de los llamados Grandes Maestros de la pintura Chilena y finaliza con la presentación de artistas como Celia Castro, Ernesto Molina, Julio Fossa Calderón, Marcial Plaza Ferrand, entre otros.

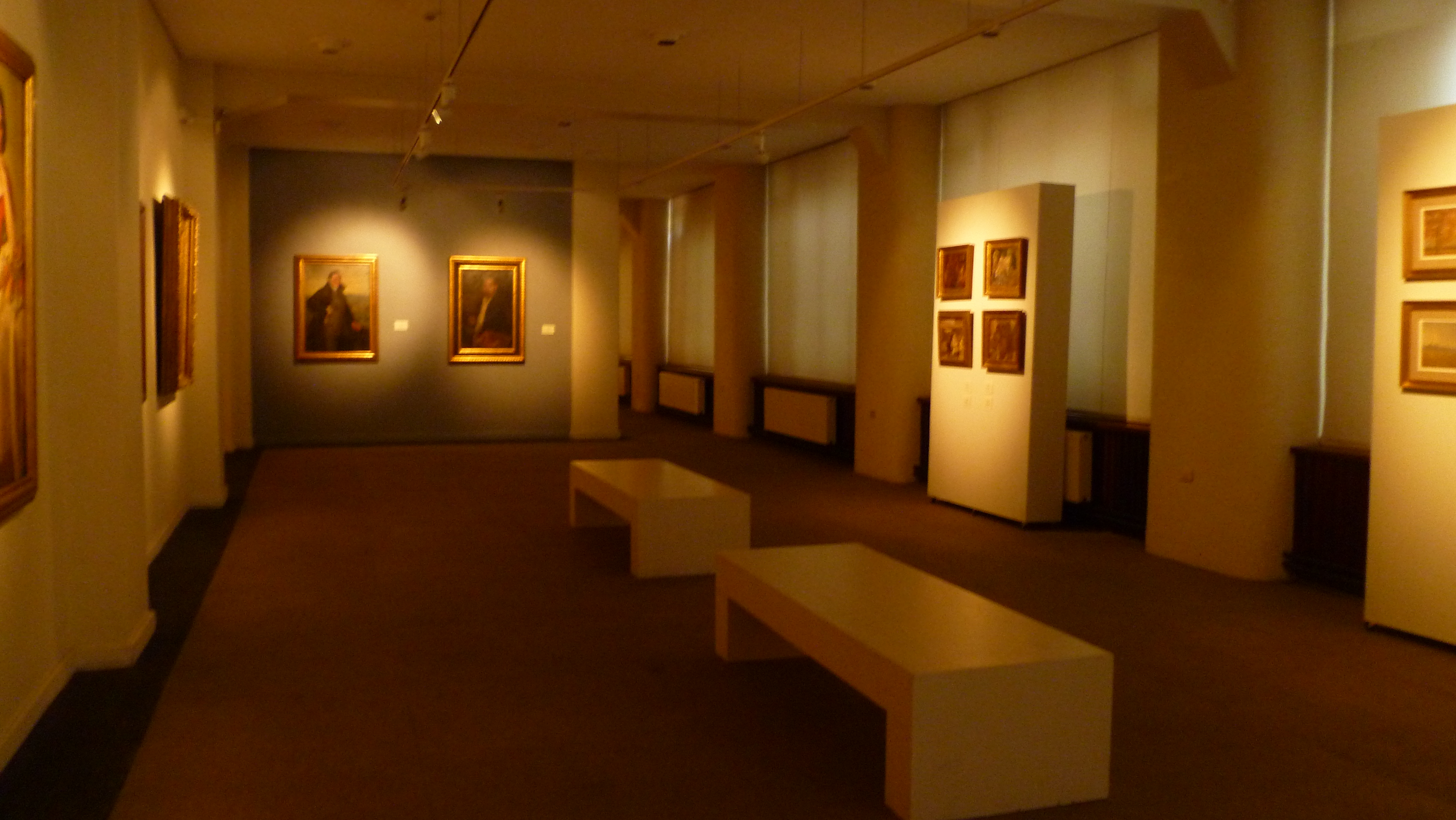
Sala Generación del Trece.

El primer piso de la Casa del Arte expone una de las más completas muestra de pintura de la “generación del trece”. La Sala Generación del Trece, está dedicada en exclusiva a este primer movimiento artístico de Chile, guardando en su poder las famosas pinturas “Pintor bohemio” y "Velorio de un Angelito", obras de Ezequiel Plaza y Arturo Gordon respectivamente. El lienzo de Ezequiel Plaza es una de las pinturas chilenas más reconocidas y de ella se han recogido múltiples interpretaciones y significados:

(…) El Pintor bohemio, obra de la Casa del Arte de Concepción, hoy podemos considerarlo un cuadro-estandarte, ya que refleja tan profundamente el aire de desamparo de la “generación trágica" (...) de tintas oscuras y ojos acuosos, tristes, nos muestra la miseria material, pero la hidalguía profunda, la riqueza interior.

El conjunto de esta sala tiene carácter permanente y, arquitectónicamente hablando, es la sala más amplia después del hall principal, lo que posibilita una gran muestra recopilatoria de los pintores que Neruda llamaría "Heroica capitanía de pintores".
La Sala de los grandes maestros está ubicada en el segundo piso de la pinacoteca y está dedicada exclusivamente a los grandes exponentes de la pintura chilena.  Incluye pinturas de Pedro Lira, Alfredo Valenzuela Puelma, Julio Fossa Calderón, y Juan Francisco González. Destaca del conjunto la pintura conocida como “La ninfa de las cerezas” óleo del pintor Alfredo Valenzuela Puelma, una de las obras chilenas que más reconocimientos ha ganado, con distinciones tanto en Francia como en España. La sala en sí, tiene una forma poligonal y es de carácter formal.  Al exterior de esta sala se consigue apreciar el mural de la pinacoteca desde la altura junto a la escalera con forma de Quetzalcóatl.

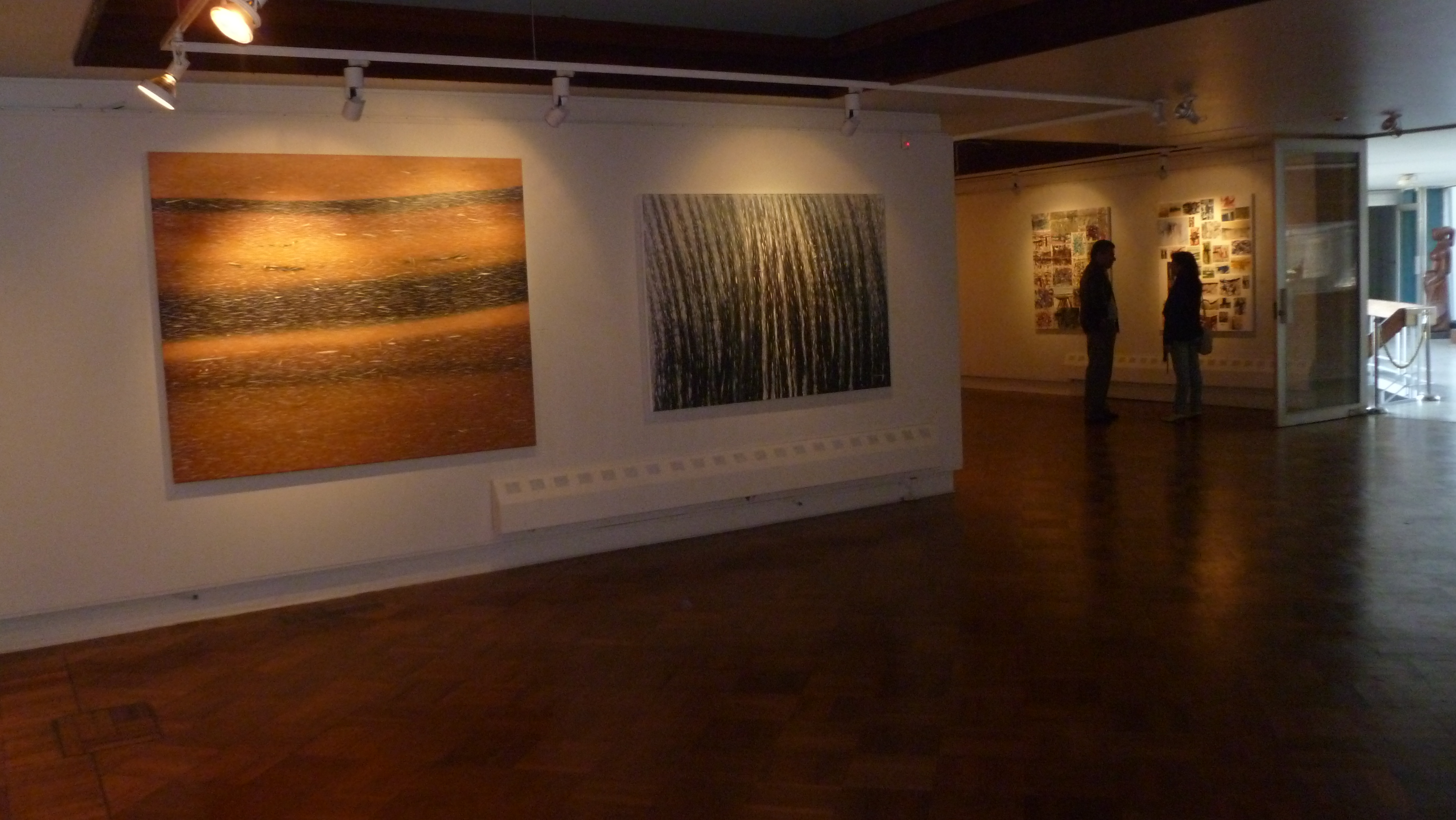
Interior sala Marta Colvin.

En el primer piso de la Casa del Arte se encuentra la Sala Marta Colvin, que recibe su nombre de la famosa escultura chilena. En ella se exhiben exposiciones temporales de artistas invitados por la pinacoteca o la universidad de Concepción. Por su característica de itinerante, la sala Marta Colvin está diseñada para poder presentar distintos tipos de exhibiciones en su interior, siendo esta modificable por el expositor dependiendo de las características de la obra mostrada. También ha sido utilizada para diferentes actividades incluyendo presentaciones de libros, diálogos, recitales poéticos, entre otros. Actualmente es la sala destinada a la Generación del trece.

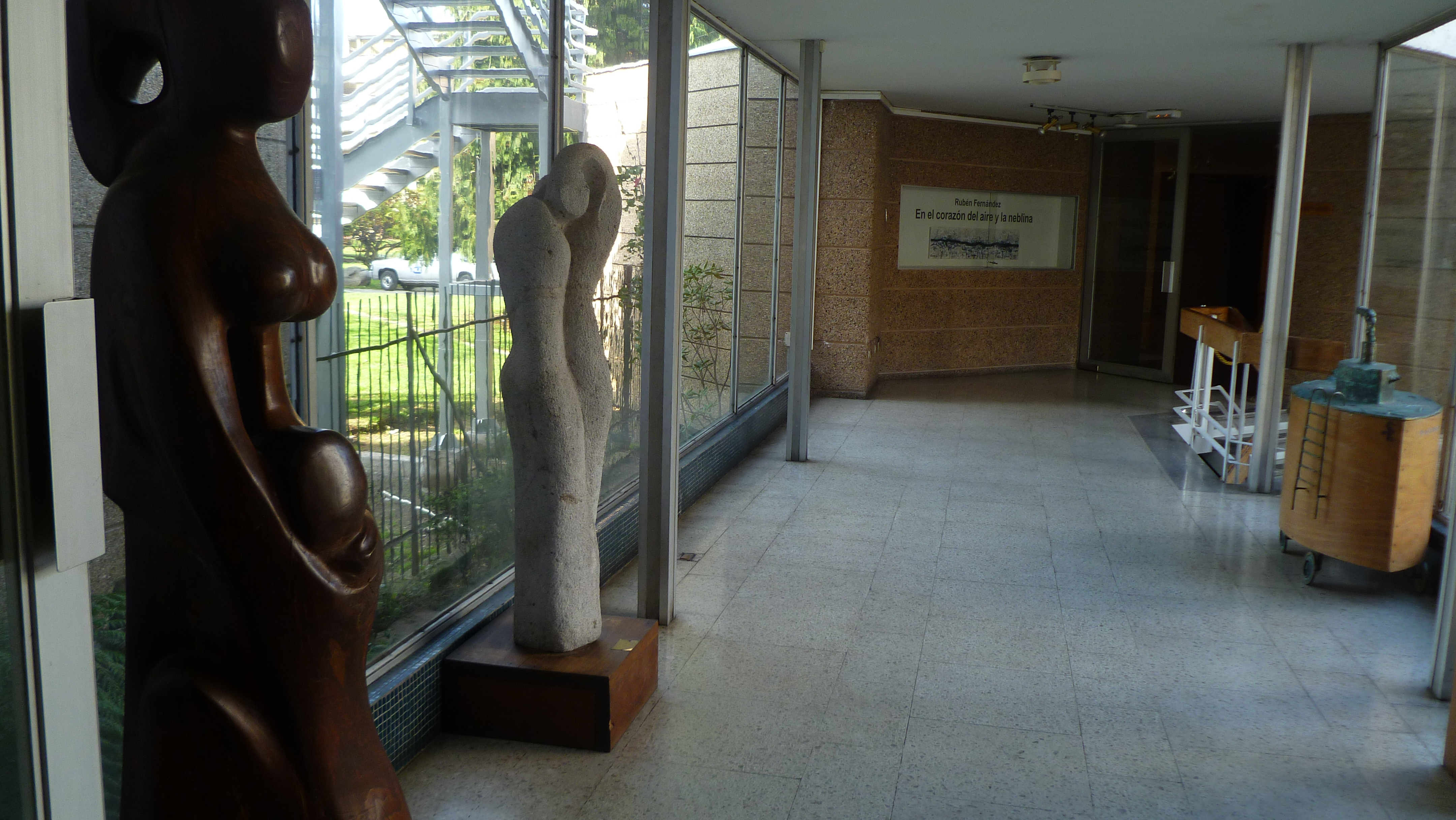
Pasillo con ventanas que lleva la sala Marta Colvin y la sala Cap

En el zócalo de la Casa del Arte, bajo un pasillo recubierto de ventanas, se encuentra la Sala CAP, que recibe su nombre de la Compañía Siderúrgica Huachipato ya que fue remodelada con aportes de la misma. Posee obras de carácter itinerante. En su interior se exhiben exposiciones de arte contemporáneo de cualquier técnica plástica incluyendo muestras artísticas audiovisuales, la mayoría de carácter reflexivo. Es una sala de colores simples y arquitectónicamente irregular, lo que permite al artista modificar completamente su concepto en cada nueva exposición. A la sala no llega luz natural desde el exterior, creando así un ambiente solemne que invita al espectador a la meditación de la obra.  Ocasionalmente, las exhibiciones utilizan multimedia para explicarse mejor.

## Selección de obras

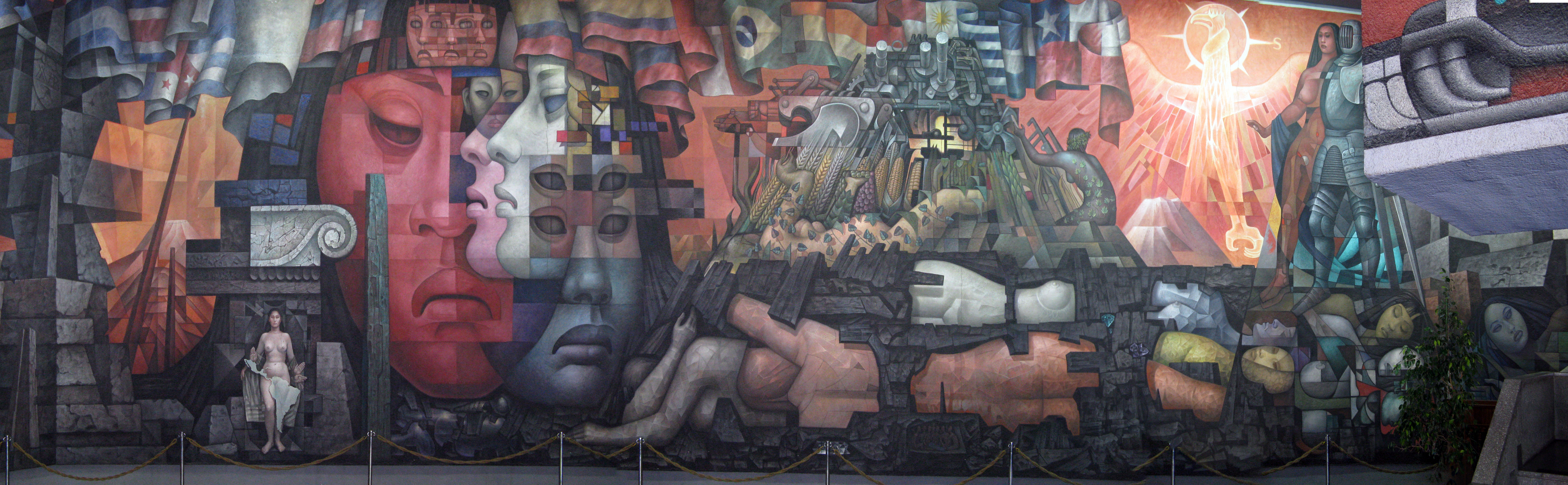
Mural Presencia de América Latina, ubicado en el hall de recepción de la Casa del Arte.

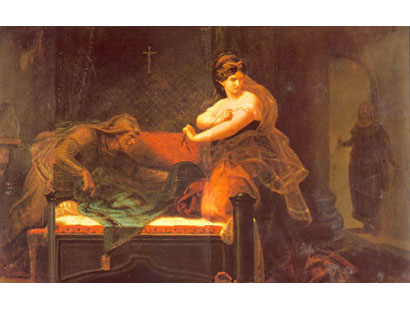
"Escena dramática" de Ernesto Kirchbach.
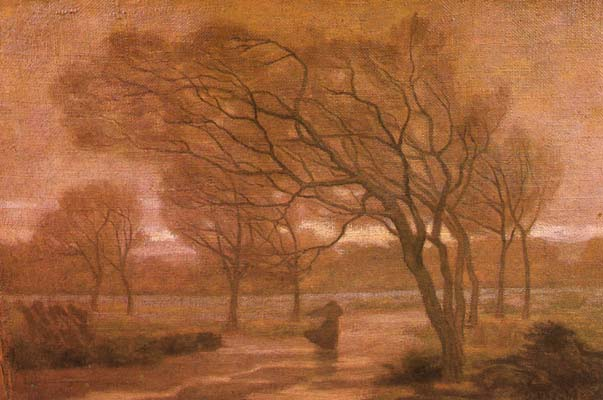
"Viento puelche" Ulises Vásquez.
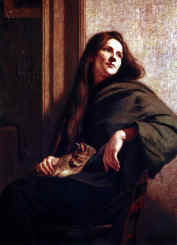
"Niña del gato" de Pedro Lira.
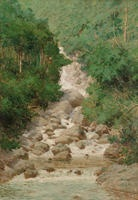
"La quebrada" de Alberto Orrego Luco.
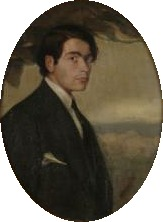
"Autorretrato" de Alberto Lobos.
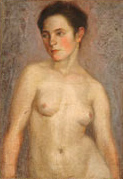
"Desnudo" por Abelardo Bustamante.
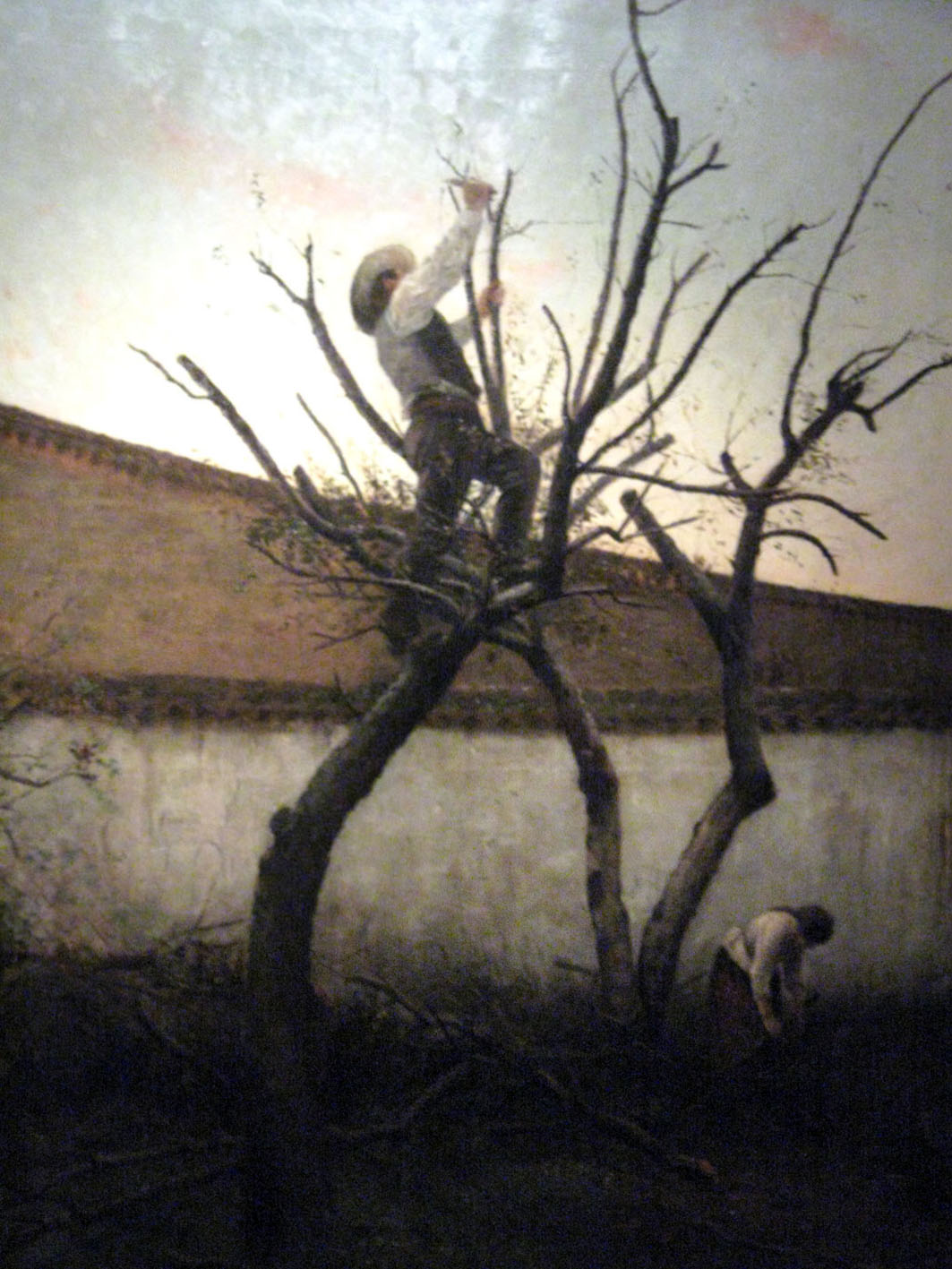
"La Poda" por Celia Castro.
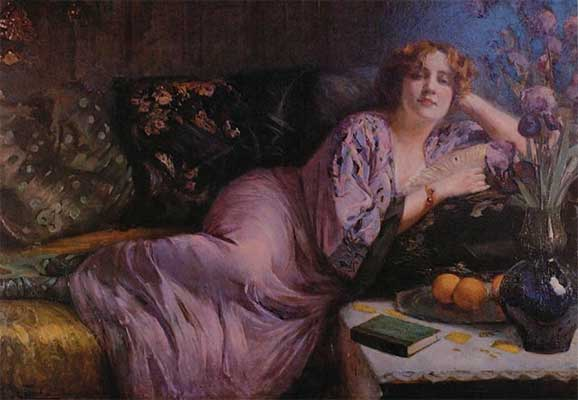
Meditando la lectura del pintor Marcial Plaza.
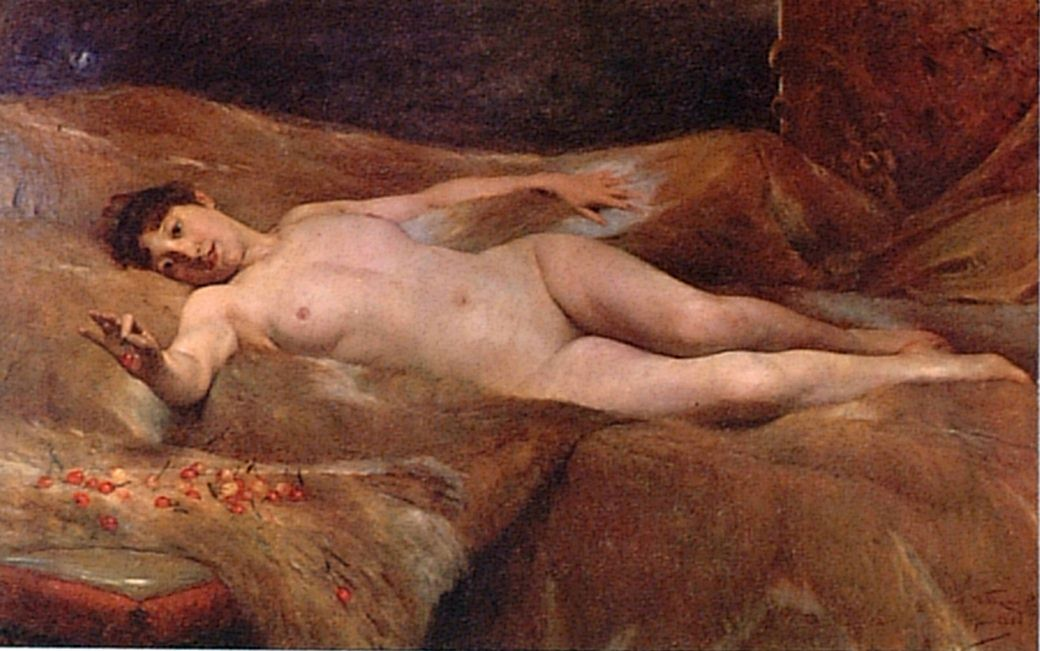
"Ninfa de las Cerezas" Una de las obras más reconocidas del Alfredo Valenzuela Puelma, se encuentra ahora en la Sala Grandes maestros.

## Actualidad

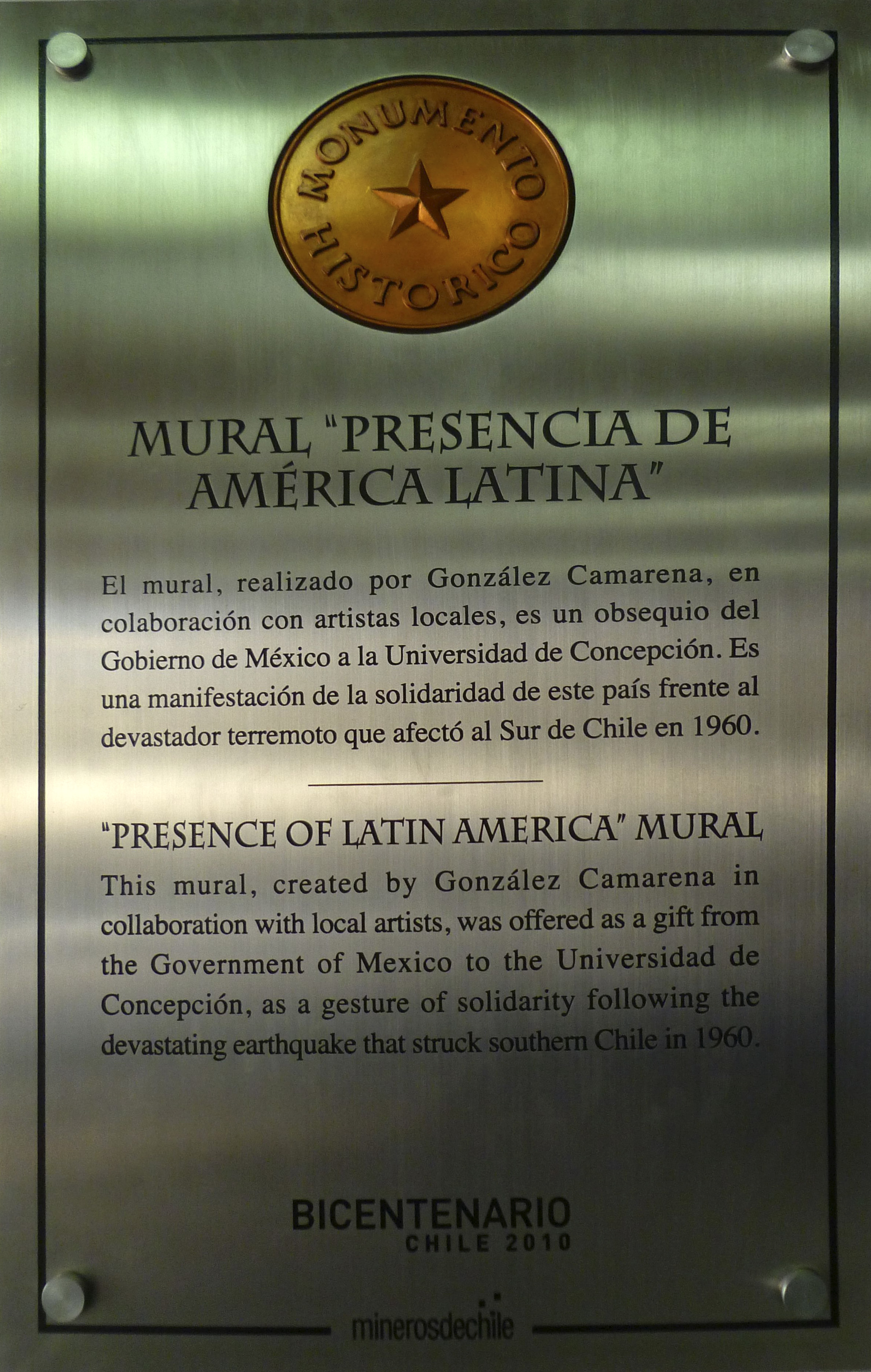
Reconocimiento Bicentenario a la Casa del Arte y su mural Presencia de América Latina.

En el año 2004 la Universidad de Concepción estableció nuevas políticas para la Pinacoteca, entre ellas la creación de salas permanentes donde se exhiben las obras adquiridas por la universidad y salas de exposiciones donde distintos artistas nacionales e internacionales pueden exhibir sus obras de arte. Se realizan periódicamente concursos estudiantiles en su interior.
Las obras artísticas que son propiedad de la universidad reciben, en conjunto, el nombre de Fondos de la Pinacoteca, y constituyen, junto con la muestra del Museo Nacional de Bellas Artes de Santiago, la colección de pintura chilena más completa del país con más 1800 obras en su haber. Las obras de la "generación del trece" realizan periodiacamente viajes al interior del país, siendo Punta Arenas uno de los últimos destinos. La casa del arte es uno de los símbolos de la ciudad Universitaria de Concepción, junto con el Campanil, el Arco de medicina y la escultura, homenaje al espíritu de los fundadores. En el día del patrimonio cultural correspondiente al año 2011, la pinacoteca fue la sede principal y el centro de reunión inicial de la provincia de Concepción, recibiendo presentaciones folclóricas, visitas guiadas e intervenciones de autoridades universitarias y regionales por motivo de la celebración.